# El Hueco
El Hueco es una localidad del Departamento Fray Mamerto Esquiú, provincia de Catamarca, Argentina.

## Geografía

### Población
Forma parte del componente San José del Gran San Fernando del Valle de Catamarca. Cuenta con 10,242 habitantes (Indec, 2010), lo que representa un incremento del 13,7% frente a los 9,009 habitantes (Indec, 2001) del censo anterior.

### Sismicidad
La sismicidad de la región de Catamarca es frecuente y de intensidad baja, y un silencio sísmico de terremotos medios a graves cada 30 años en áreas aleatorias. Sus últimas expresiones se produjeron:
- 21 de octubre de 1966 (58 años), a las 12.39 UTC-3 con 5,0 Richter; como en toda localidad sísmica, aún con un silencio sísmico corto, se olvida la historia de otros movimientos sísmicos regionales
- 3 de noviembre de 1973 (51 años), a las 14.17 UTC-3 con 5,8 Richter: además de la gravedad física del fenómeno se unió el olvido de la población a estos eventos recurrentes
- 7 de septiembre de 2004 (20 años), a las 8.53 UTC-3, con una magnitud aproximadamente de 6,5 en la escala de Richter (terremoto de Catamarca de 2004)[1]